# AMD-65
AMD-65 (siglas en húngaro de Automata Módosított Deszant[fegyver] 1965; [Arma] Automática Modificada de Aterrizaje) es una variante de fabricación húngara del venerable fusil de asalto AKM, fabricada por la empresa húngara Fegyver- és Gépgyár, para ser usado por las unidades de infantería mecanizada y paracaidistas de la nación magiar. El diseño del rifle es adecuado para su uso al aire libre como un rifle de infantería, pero también se puede utilizar dentro de los confines de un vehículo blindado de combate como arma de fuego de apoyo; esto es posible debido a la culata plegable de diseño de eje que hace que sea más compacto. El cañón de 317 mm también es relativamente corto para la munición de 7,62 x 39 mm. 
El mecanismo operativo no requiere una cámara de expansión de gas en la bocacha, como en el AKS-74U, para garantizar un funcionamiento confiable, pero sí que utiliza un freno de boca especialmente diseñado para esta arma.
El AMD-65, junto con el anterior fusil AKM-63, ha sido sustituido en gran medida en el servicio militar húngaro por el AK-63, una copia más tradicional del AKM con un bajo costo de fabricación.

## Características
Es de destacar el hecho de que no se utiliza madera en la fabricación de un gran número de AMD-65. El área del guardamanos frontal está hecho de metal laminado y típicamente tiene un pistolete vertical de plástico gris unido para ayudar a controlar el arma durante el fuego totalmente automático. Además, el pistolete vertical se ha inclinado hacia adelante para reducir la interferencia con los cambios de cargadores. Curiosamente, el pistolete vertical es físicamente idéntico al pistolete trasero, con el primero simplemente montado hacia atrás con respecto a la parte trasera; hay, sin embargo, pistoletes de madera disponibles que pueden servir en lugar de la versión común de plástico gris. Si bien estos pistoletes de madera también son auténticos, en el ejército regular húngaro y la fuerza aérea el uso de los pistoletes de madera es extremadamente raro.
En el servicio húngaro el arma se utiliza principalmente en con cargadores con capacidad de 30 balas (cargador estándar), pero una variante especial (popularmente conocida en el pasado como "el cargador oficial") también está disponible, solo que puede albergar 20 balas, una característica inusual en muchos otros países, que con más frecuencia utilizan los cargadores de 30 o 40 balas. 
El arma se adapta mejor a un cargador de 20 balas, ya que se puede bloquear en el cajón de mecanismos sin interferir con el pistolete delantero y es más fácil de manejar el arma en espacios reducidos. El cargador de 30 balas encaja con una ligera interferencia y también puede ser usado con el cargador de 40 balas.

## AMD/AKM-63

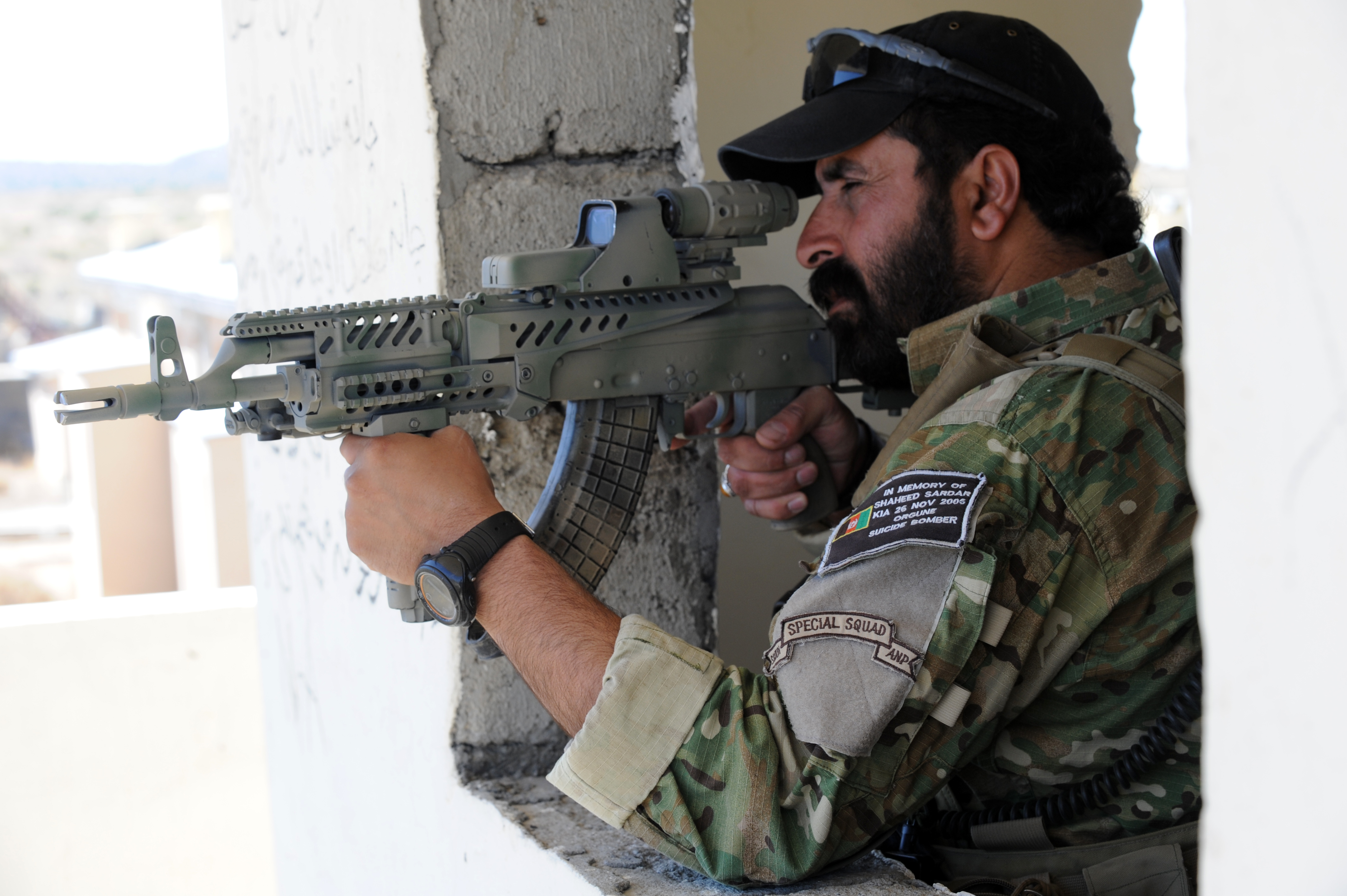
Oficial de la Policía de Frontera Afgana apuntando con una AMD-65 modificada.

Existe otra variante húngara del AKM anteriormente utilizada como rifle estándar de servicio de Hungría antes de ser reemplazado por el AK-63. Es una variante de longitud estándar del AKM con una culata estándar y el cañón largo, con el punto de mira en la ubicación convencional. Sin embargo, los pistoletes delantero y trasero de metal usados como guardamanos son similares a los del AMD-65.

## Disponibilidad en Estados Unidos
Muchos AMD-65 fueron exportados a Estados Unidos y se venden en forma de kit después de la destrucción del cajón de mecanismos, que legalmente representa el arma con el status de no-arma de fuego. Para ser legal hay que volver a montar las piezas las que deben ser reconstruidas en un receptor de fabricación estadounidense, que carece de las disposiciones de determinadas piezas que lo harían de fuego automático. En su forma de cañón corto original el arma completa no es legal para los civiles en Estados Unidos, pero la adición del cañón alargado montado de forma fija (o una tarifa estampilla fiscal de $ 200.00 para a registrarlo como "rifle de cañón corto" legal o AOW -cualquier otra arma) bajo la NFA- satisface estos requisitos legales. Además, se requiere un cierto número de componentes de fabricación estadounidense con el fin de cumplir con USC 922 (r) , un estatuto que regula los fusiles importados con ciertas características que la BATFE define como no ser apropiada para fines deportivos. Algunos individuos eligen para hacer un AMD-65 sin una culata, por lo tanto se clasifica legalmente la nueva arma de fuego resultante como una "pistola" eliminando la necesidad de una extensión de boca (así como las partes para el cumplimiento del estatuto 922r). Sin embargo, esto requiere la eliminación del pistolete delantero, a menos que el arma se registre bajo el NFA como un "AOW" (cualquier otra arma).

## Uso militar y de las empresas de seguridad privadas extranjeras
El AMD-65 ha sido exportado a Palestina (tanto Cisjordania como la Franja de Gaza), así como a Afganistán. Un número cada vez mayor de las fuerzas de seguridad occidentales, incluido el personal contratado de la empresa Blackwater Worldwide (ahora conocida como "XE") que están sirviendo en estos dos últimos países, que usan el altamente modificado AMD-65 en lugar de rifles convencionales basados en la munición 5,56 mm. La combinación de un calibre más grande y el tamaño más corto proporciona un mejor empuje durante el combate de corto alcance. El guardamanos frontal de metal se presta bien a una reparación relativamente fácil con múltiples rieles Picatinny, permitiendo el uso de la mira óptica de punto rojo, lámparas tácticas y otros accesorios. La barra de la culata de alambre puede ser reconfigurada para permitir el uso del cargador de tambor redondo de 75 balas del RPK incluso con la culata plegada, y el mecanismo interno del arma puede ser sintonizado con amortiguadores de retroceso para el comportamiento más suave en el modo completamente automático.